# Arrondissement d'Arnhem
L'arrondissement d'Arnhem est une ancienne subdivision administrative française du département de l'Yssel-Supérieur créée en 1811 et supprimée en 1814.

## Historique
Les départements français de la Hollande sont créés le 1er janvier 1811, à la suite de l'annexion du royaume de Hollande le 9 juillet 1810. L'organisation administrative en est fixée par décret du 21 octobre 1811 et l'arrondissement d'Arnhem est officiellement créé à cette occasion.
Jean-Patrice O'Sullivan de Grass (nl) en est sous-préfet,,,
L'ensemble des unités administratives françaises de la Hollande est officiellement supprimé par le traité de Paris en mai 1814.
L'arrondissement correspond au tiers central de la province néerlandaise actuelle de Gueldre.

## Composition
L'arrondissement comprenait les cantons d'Apeldoorn, Arnhem, Barneveld, Brummen, Ede, Elburg, Harderwijk, Hattem, Nijkerk, Twello, Vaassen, Velp, Wageningen, Zevenaar.